# Vlotho (Ortsteil)
Vlotho ist ein an der Weser gelegener Ortsteil der gleichnamigen Stadt Vlotho im ostwestfälischen Kreis Herford. Bis zum 31. Dezember 1968 war Vlotho eine selbstständige Stadt im Amt Vlotho mit den selbständigen Gemeinden Exter und Valdorf. Sie wurde am 1. Januar 1973 durch Eingemeindung der rechts der Weser liegenden Gemeinde Uffeln im ehemaligen Amt Hausberge vergrößert. Der Ortsteil Vlotho ist mit 6920 Einwohnern (Stand: 1. Dezember 2018) der bevölkerungsreichste der Stadt, in dem sich außerdem der Verwaltungssitz der Stadt befindet.
Zum Ortsteilgebiet gehört die Ebenöde mit Amtshausberg und Steinberg mit ihren Waldbeständen. Die im übrigen Ortsteil dominierende Wohnbesiedlung erstreckt sich entlang der Langen Straße am südlichen Fuß des Amtshausberges. Sie setzt sich vom rechten Uferbereich des Forellenbaches bis auf den südlich davon liegenden Nordhang des Winterberges fort.
An Gewerbebetrieben dominieren Dienstleister unterschiedlicher Funktion (Einzelhandel, Handwerk, Gastronomie etc.). Wie in vielen anderen kleinen Städten auch hat in den letzten Jahren das Leerstands-Problem immer größere Ausmaße angenommen.
Industrie bzw. produzierendes Gewerbe ist nennenswert nicht mehr vorhanden. Besonders im Zuge der Einrichtung der Mindener Straße als Durchgangsstraße L778 über die Weser zum Ortsteil Uffeln wurden noch in den 1970er Jahren ansässige größere Betriebe in das Industriegebiet Hollwiesen im Ortsteil Valdorf umgesiedelt.

## Einwohnerentwicklung
Folgende Grafik und Tabelle zeigen die Bevölkerungsentwicklung des Ortsteils bzw. der Stadt Vlotho:

Die Einwohnerentwicklung des Ortsteils Vlotho (rot) nach nebenstehender Tabelle im Vergleich zur Einwohnerentwicklung der Stadt (blau)

| Jahr | Einwohner |
| ---- | --------- |
| 1730 | 1300      |
| 1844 | 2171      |
| 1871 | 3066      |
| 1890 | 3612      |
| 1901 | 4336      |
| 1925 | 5016      |
| 1933 | 5444      |
| 1939 | 5556      |
| 1950 | 8150      |

| Jahr | Einwohner |
| ---- | --------- |
| 1961 | 8124      |
| 1969 | 8707      |
| 1984 | 7392      |
| 2007 | 7756      |
| 2009 | 7574      |
| 2013 | 6985      |
| 2017 | 6932      |
| 2018 | 6920      |